# Bosque de Paimpont

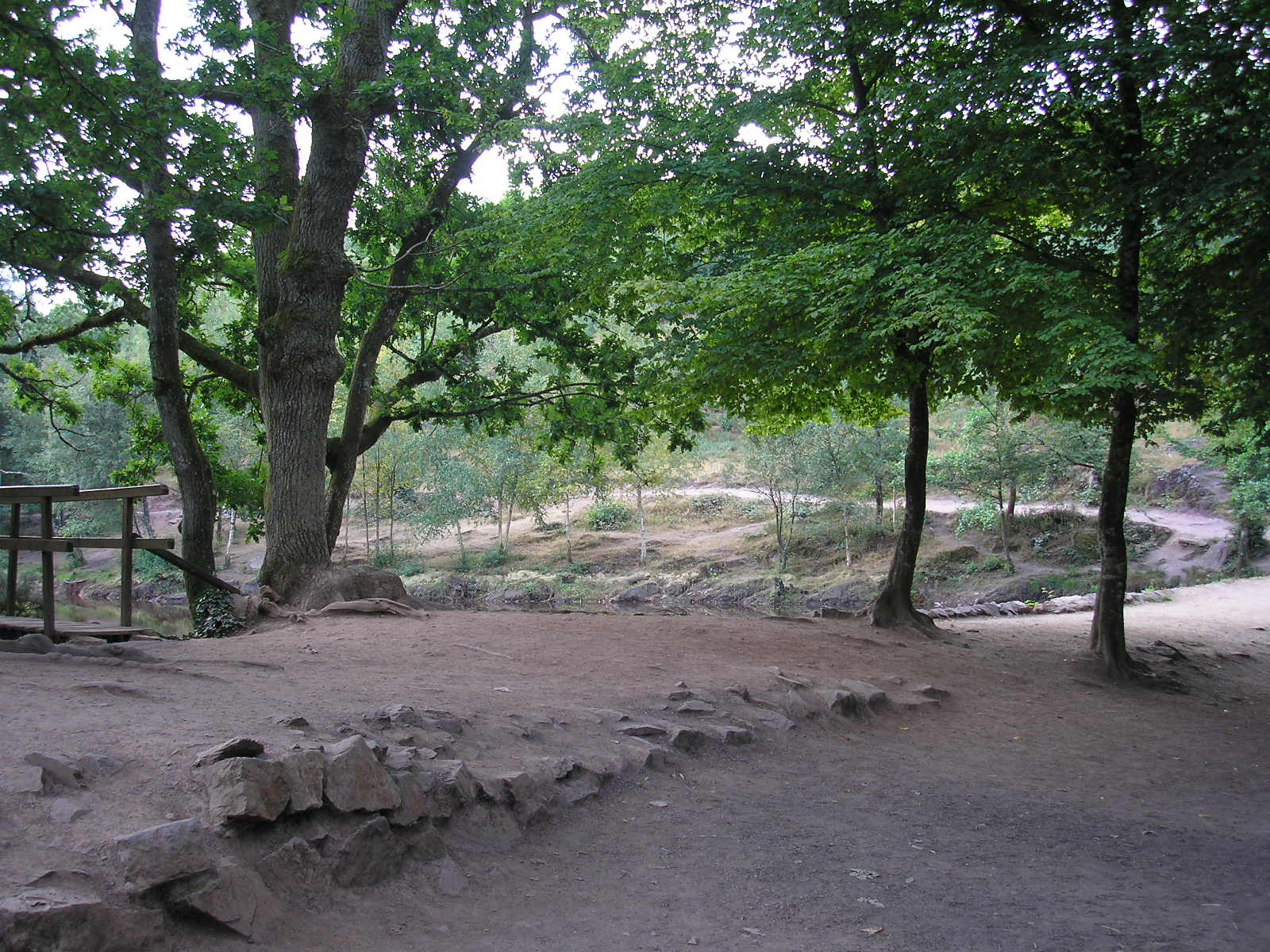
Mirador en el bosque de Paimpont

El bosque de Paimpont es un bosque francés ubicado en el departamento de Ille y Vilaine en Bretaña, a aproximadamente 30 km al suroeste de Rennes. Con una superficie de 9 000 hectáreas, forma parte de un macizo forestal que cubre los departamentos vecinos de Morbihan y de Côtes-d'Armor para extenderse sobre una superficie total de 19 500 hectáreas aproximadamente.
Paimpont es un pequeño pueblo construido al lado de un estanque situado en el centro del bosque, dominio privilegiado de las leyendas célticas. El bosque que lo rodea constituye los restos de un oquedal más denso y mucho más extenso en el cual se suelen situar muchos episodios de las novelas de la Mesa Redonda y las leyendas artúricas. En el siglo XII, se le llamaba Brécillien (en bretón, Brec'helean). Esta designación se vio reforzada a finales del siglo XX por el nacimiento del País de Brocéliande, una institución destinada a facilitar el desarrollo económico de las comunas del oeste del departamento, aunque antiguamente, la zona de Brocéliande era asociada al bosque de Lorge o Quintin.
Es un bosque frondoso de robles y hayas, principalmente y se encuentra en Paimpont, aunque también se extiende sobre comunas limítrofes como Guer y Beignon, al sur, Saint-Péran, al nordeste y Concoret, al norte.